# ジョン・ウォール
ジョナサン・ヒルドレッド・ウォール・ジュニア（Johnathan Hildred Wall Jr., 1990年9月6日 - ）は、アメリカ合衆国ノースカロライナ州ローリー出身のプロバスケットボール選手。ポジションはポイントガード。

## 経歴

### 生い立ち
父親は強盗で刑務所に入っていたが、彼が9歳の時に釈放され、1カ月後の1999年8月24日に肝臓癌のため52歳で亡くなった。母親はいくつもの仕事を掛け持ちしてウォールや彼の姉妹を育てた。

### カレッジ

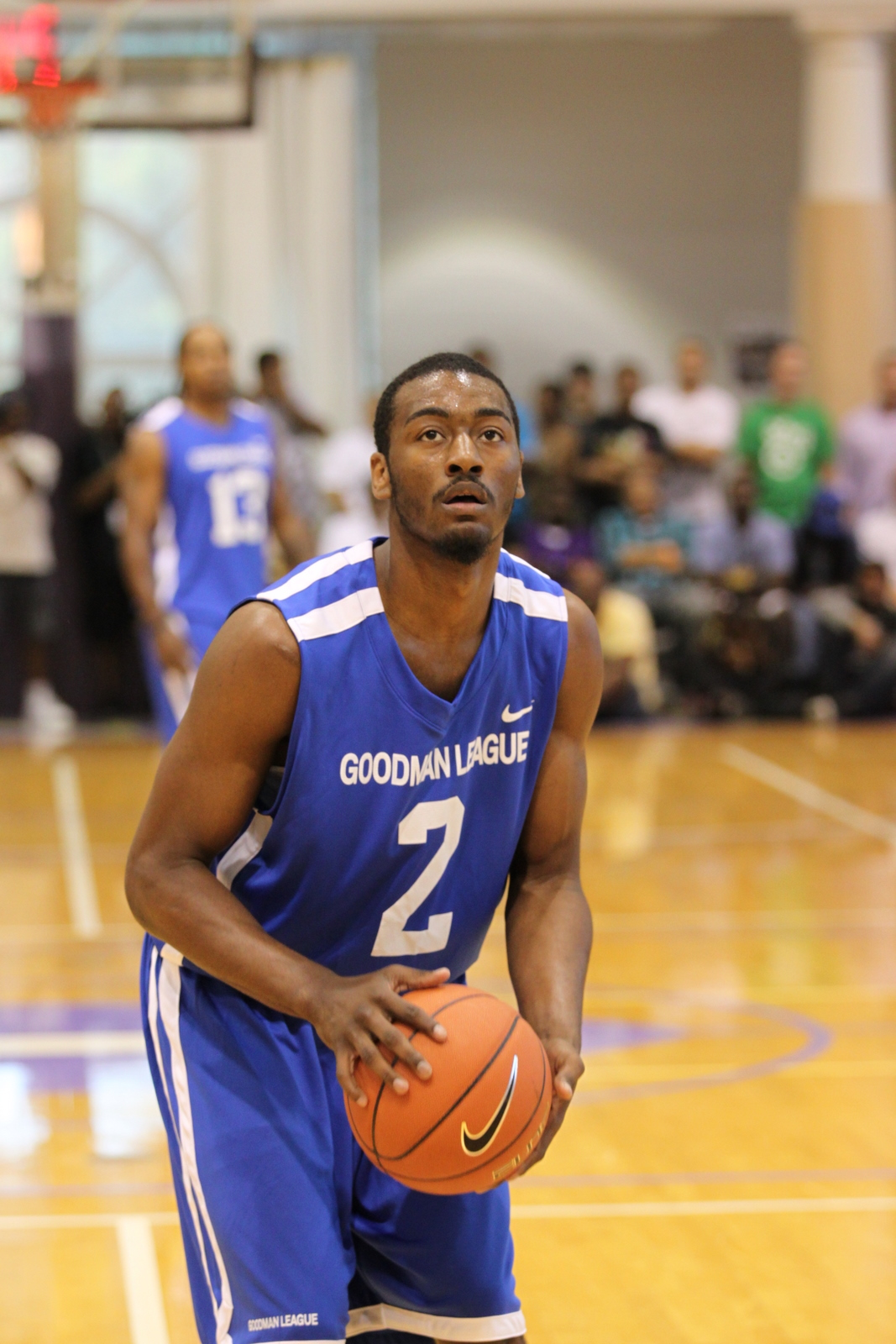
ドリュー＝グッドマン・リーグでフリースローを打つウォール

ケンタッキー大学、デューク大学、ジョージア工科大学、カンザス大学から勧誘を受けた中で、2009年5月1日、ケンタッキー大学を選び入学した。ケンタッキーでの最初の展覧試合と、レギュラーシーズン初戦を、旅費を不正に受け取ったことで、NCAAによる出場停止処分を受け、出場機会を逃した 。ケンタッキー・ワイルドキャッツでの初顔見世となったクラリオン大学との対戦で、28分出場し、27得点、9アシストを記録した。シーズン戦デビューとなったマイアミ大学との対戦で、残り5秒から勝利得点を挙げた。
2009年12月29日のハートフォード戦で、ケンタッキー大学記録となる1試合16アシストを1ターンオーバーのみで達成した。NCAAトーナメント東地区決勝で、ウェストバージニア大学に敗れはしたものの、35勝3敗という高勝率でシーズンを終え、2010年のNBAドラフトにアーリーエントリーした。

### カレッジ成績
| シーズン | チーム           | GP | GS | MPG  | FG%  | 3P%  | FT%  | RPG | APG | SPG | BPG | PPG  |
| -------- | ---------------- | -- | -- | ---- | ---- | ---- | ---- | --- | --- | --- | --- | ---- |
| 2009–10  | ケンタッキー大学 | 37 | 37 | 34.8 | .461 | .325 | .754 | 4.3 | 6.5 | 1.8 | .5  | 16.6 |

### ワシントン・ウィザーズ

#### 2010-11シーズン

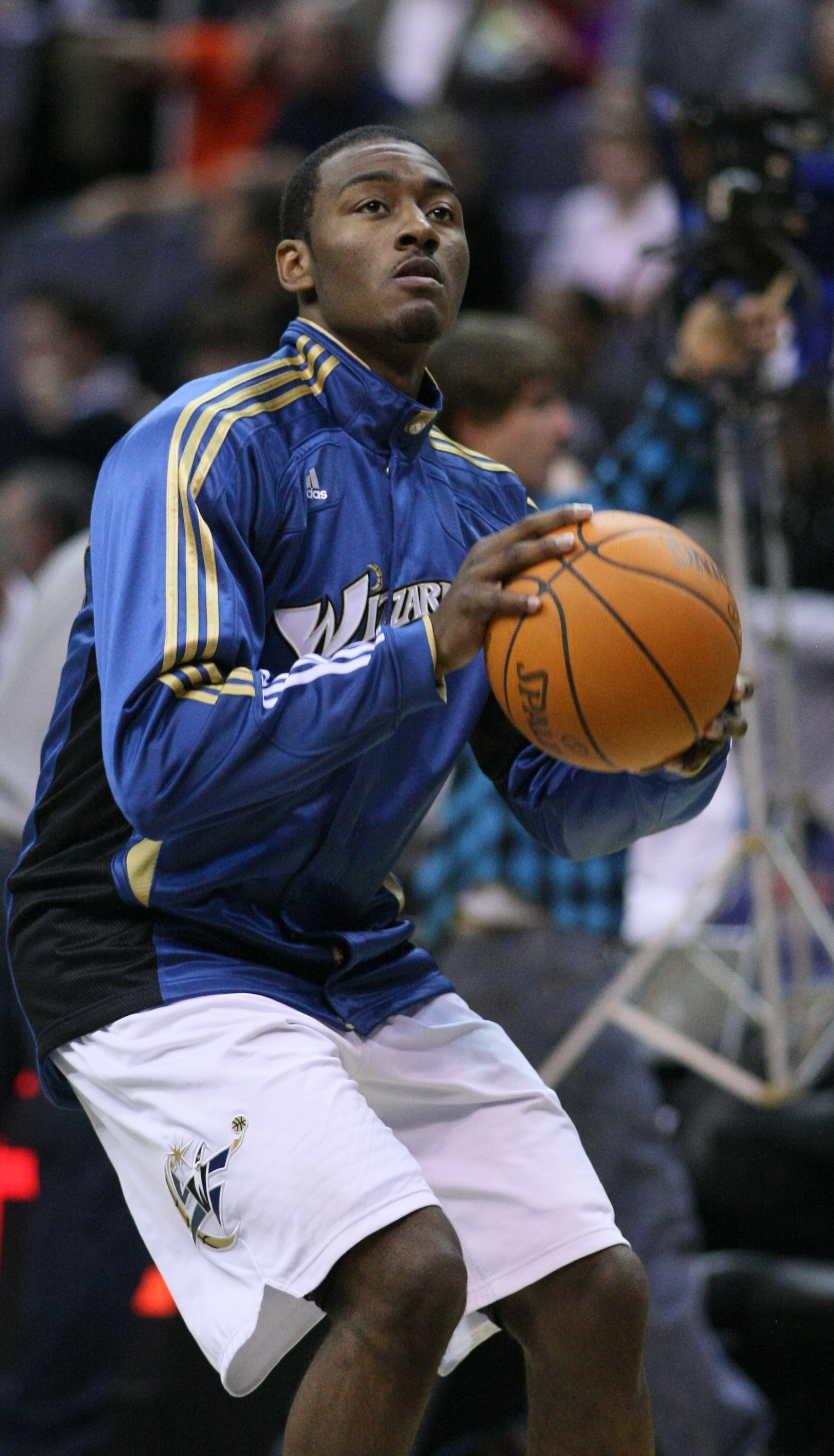
ウォーミングアップをするウォール

2010年のNBAドラフトにアーリーエントリー、全体1位でワシントン・ウィザーズに指名されて入団した。この年夏にラスベガスで行われたサマーリーグで、平均23.5得点、7.8リバウンド、4.0アシスト、2.5スティールを記録した。デビュー戦となったオーランド・マジック戦では14得点、9アシスト、3スティールを記録したが、チームは83-112で敗れた。キャリア3試合目、ホームでの最初の試合でチーム記録タイの9スティールを記録した。またNBA史上2人目となるデビューから3試合連続で9アシスト以上を記録した選手となった。11月10日の試合では19得点、10リバウンド、13アシストを記録して初のトリプルダブルを達成した。この試合ではさらに6スティールを記録してターンオーバーはわずか1回であった。またマジック・ジョンソン以来NBA史上2人目となるデビューから6試合でトリプルダブル、6スティールを達成した選手となった。またNBAでトリプルダブルを達成した選手ではレブロン・ジェームズ、ラマー・オドムに次ぐ3番目の若さであった。2011年のオールスターウィークエンドに行われたルーキーチャレンジではMVPに選ばれた。1月から4月までイースタン・カンファレンスの最優秀新人選手に選ばれ、ルーキー・オブ・ザ・イヤーの投票ではブレイク・グリフィンに次いで2位となり、NBAオールルーキーファーストチームに選ばれた。

#### 2011-12シーズン
2年目の2011-12シーズンにはライジング・スターズ・チャレンジに選ばれている。

#### 2012-13シーズン
しかし3年目の2012-13シーズンは、故障で開幕から欠場を余儀なくされた影響もあり、チームは開幕12連敗を喫し、ウォールは批判を浴びることになってしまった。

#### 2013-14シーズン

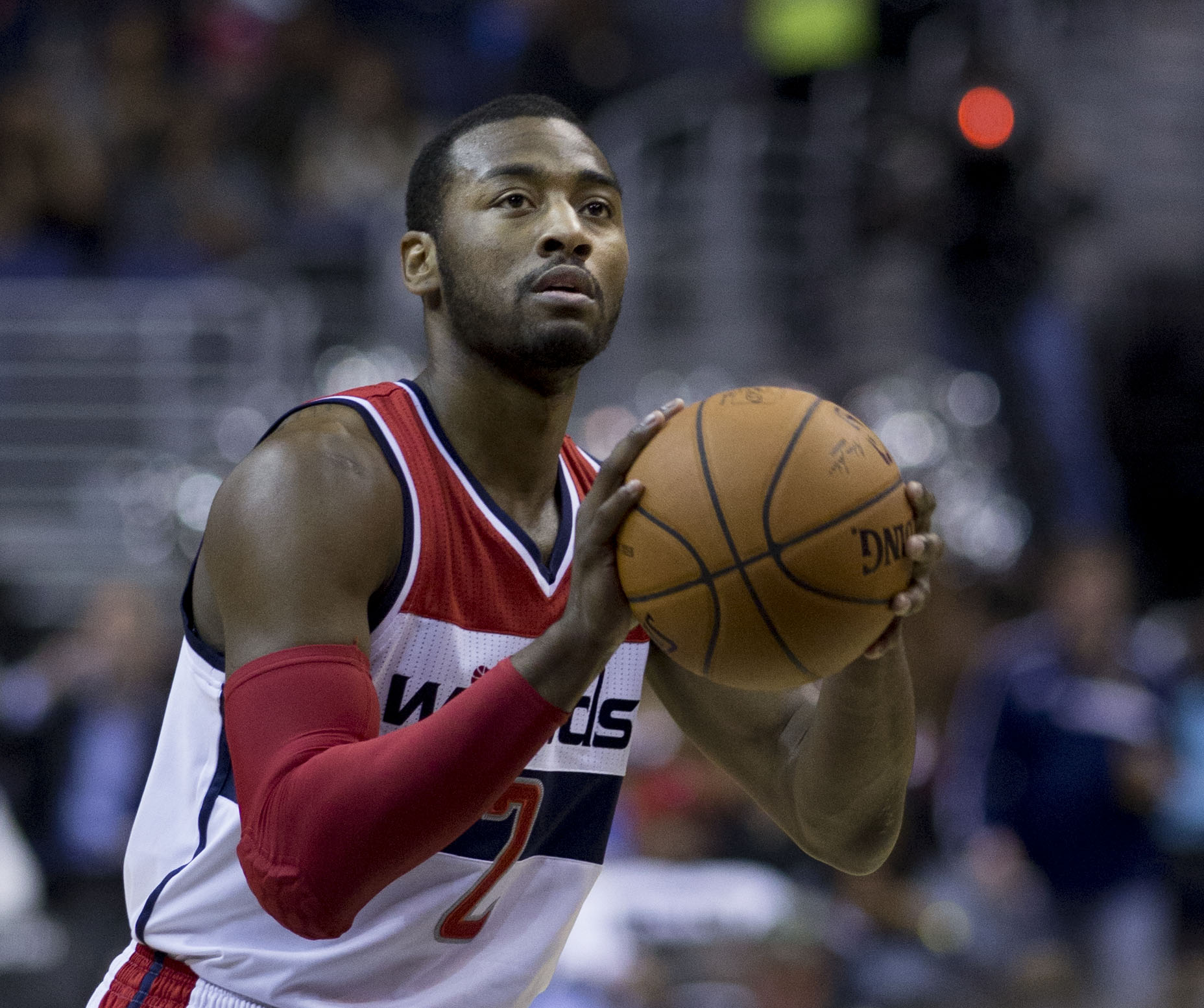
フリースローを試みるウォール

迎えた2013-14シーズンは、初のNBAオールスターゲーム出場。ルーキーシーズン以来の82試合全試合出場も果たし、ウィザーズを2008年以来のプレーオフ出場に導いた。

#### 2014-15シーズン
2014-15シーズンは、前シーズンの経験を活かし快進撃を演出。2年連続でNBAオールスターゲームに出場し、ウィザーズを2年連続でプレーオフ出場に導いた。

#### 2015-16シーズン

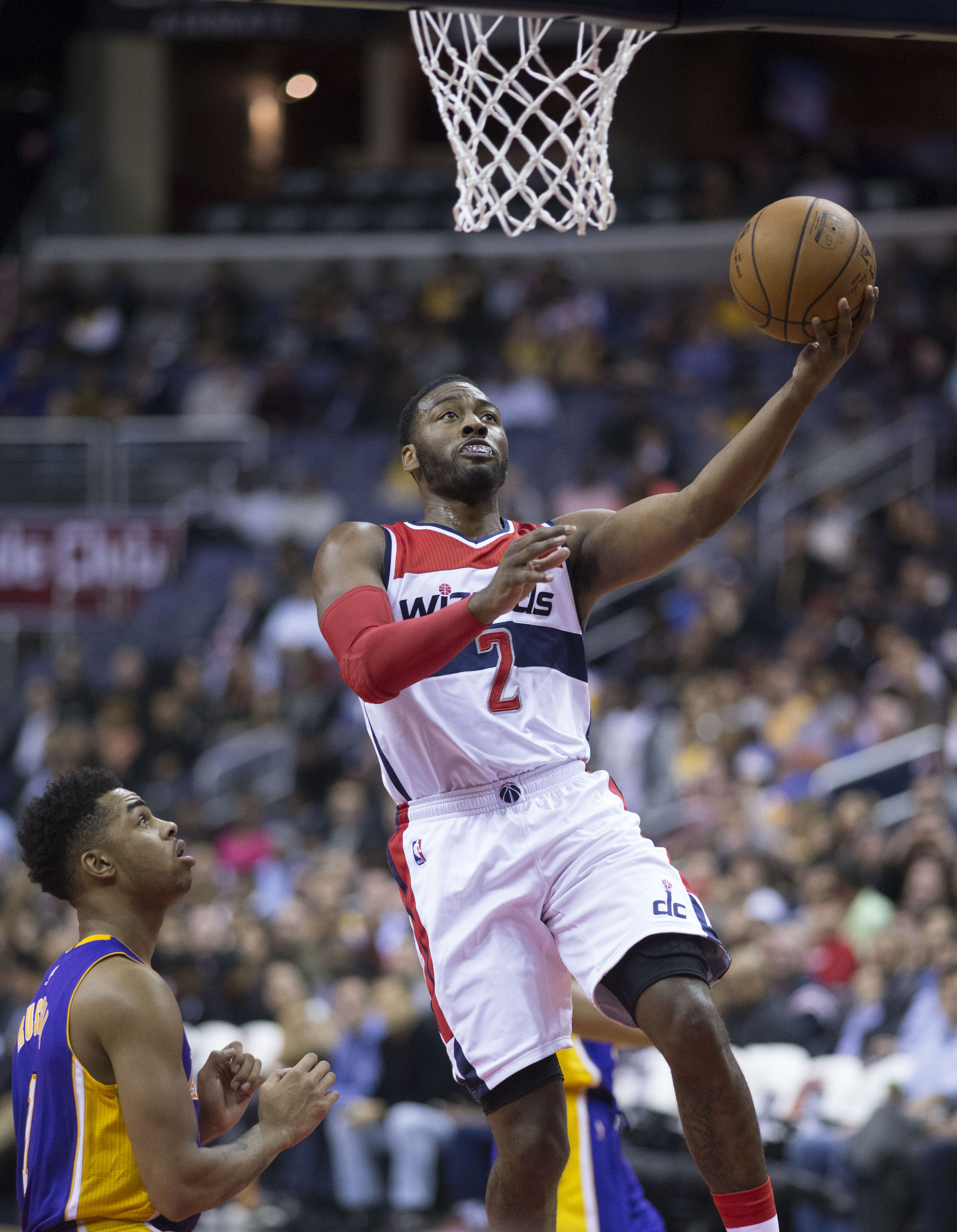
レイアップをするウォール

#### 2017-18シーズン
2017年7月21日にウィザーズと4年総額1億7000万ドルのスーパーマックス契約を結んだ。この契約は当時のレブロン・ジェームズやケビン・デュラントなどの契約よりも高額であり、その後2017-18シーズン以降は怪我による戦線離脱が多いなど、メディアやファンなどからはNBA史上最悪の契約とも評されている。2018年1月、アディダスと新たに5年契約を締結したことが発表された。ウォールは以前にもアディダスと契約しおり、自身のシグネチャーシューズも発表されていたが、ここ2年程はどこのブランドとも契約しておらず、ナイキなどのシューズを履いてプレーしていた。2018年2月18日に行われるNBAオールスターゲームに出場することが発表された。しかし、2018年1月30日、左膝の手術により今後6週間から8週間の間戦線を離脱すると報じられた。これにより、オールスターゲームも欠場する。2018年3月31日に行われたシャーロット・ホーネッツ戦で2カ月振りに復帰し15得点、14アシストを記録し、試合はウィザーズが107-93で勝利した。4月5日に行われたクリーブランド・キャバリアーズ戦で28得点、14アシストを記録したが、試合はキャバリアーズに119-115で逆転負けした。
プレーオフ1回戦、対トロント・ラプターズの3戦目で28得点、14アシストを記録し、試合は122-103で勝利しシリーズを1勝2敗とした。第4戦で27得点、14アシストを記録し、試合は106-98で勝利し、シリーズを2勝2敗とした。

#### 2018–19シーズン
2018年11月26日、ヒューストン・ロケッツに135–131で勝利した試合で、フランチャイズの通算得点記録でウェス・アンセルドを抜いて3位となった。12月16日、
40得点、14アシストを記録しロサンゼルス・レイカーズに128–110で勝利した。12月29日、左踵の負傷で残りのシーズン全休となった。2019年1月に手術を受け、その時の切開での感染症から回復したが、その後自宅で転倒して、左アキレス腱を断裂し、12カ月間の治療が確定した。

#### 2019-2020シーズン
前述のアキレス腱断裂の影響により、同シーズンは全休を強いられた。

### ヒューストン・ロケッツ
2020年12月2日にラッセル・ウェストブルックとのトレードでヒューストン・ロケッツへ移籍した。2021年3月22日のトロント・ラプターズ戦にて、19得点、11リバウンド、10アシストを記録し、2016年以来となるキャリア8回目のトリプル・ダブルを達成した。同年4月26日にMRI検査の結果、右ハムストリングの負傷で2020-21シーズンの残り試合を欠場する見込みと発表した。更にあと2年の大型契約を残していることもあり、ロケッツ側はウォールとの合意の上で再トレードの可能性を模索していると報じられた。
高額年俸がネックとなり、2021年オフの間にトレードは成立しなかった。ウォールはロケッツでこれ以上試合に出場するつもりはなかったが、一方でバイアウトの意思もなく、2021-22シーズンはチームに帯同しながらも欠場する日々が続いた。結果的にトレードは成立せず、このシーズンは全休した。また、シーズン途中の2022年4月8日には4700万ドルのプレイヤーオプションを行使する予定であることを発表した。シーズン終了後もトレードは決まらず、6月28日にロケッツとバイアウトに合意してFAとなった。

### ロサンゼルス・クリッパーズ
2022年7月8日にロサンゼルス・クリッパーズと契約した。
2023年2月9日に3チーム間のトレードで前年まで所属したロケッツへ放出され、すぐに解雇された。
現地2025年8月19日現役引退を発表した。

## 個人成績

### NBA

#### レギュラーシーズン
| シーズン     | チーム       | GP  | GS  | MPG  | FG%  | 3P%  | FT%   | RPG | APG  | SPG | BPG | PPG  |
| ------------ | ------------ | --- | --- | ---- | ---- | ---- | ----- | --- | ---- | --- | --- | ---- |
| 2010–11      | WAS          | 69  | 64  | 37.8 | .409 | .296 | .766  | 4.6 | 8.3  | 1.8 | .5  | 16.4 |
| 2011–12      | WAS          | 66  | 66  | 36.2 | .423 | .071 | .789  | 4.5 | 8.0  | 1.4 | .9  | 16.3 |
| 2012–13      | WAS          | 49  | 42  | 32.7 | .441 | .267 | .804  | 4.0 | 7.6  | 1.3 | .8  | 18.5 |
| 2013–14      | WAS          | 82  | 82  | 36.3 | .433 | .351 | .805  | 4.1 | 8.8  | 1.8 | .5  | 19.3 |
| 2014–15      | WAS          | 79  | 79  | 35.9 | .445 | .300 | .785  | 4.6 | 10.0 | 1.7 | .6  | 17.6 |
| 2015–16      | WAS          | 77  | 77  | 36.2 | .424 | .351 | .791  | 4.9 | 10.2 | 1.9 | .8  | 19.9 |
| 2016–17      | WAS          | 78  | 78  | 36.4 | .451 | .327 | .801  | 4.2 | 10.7 | 1.7 | .6  | 23.1 |
| 2017–18      | WAS          | 41  | 41  | 34.4 | .420 | .371 | .726  | 3.7 | 9.6  | 1.4 | 1.1 | 19.4 |
| 2018–19      | WAS          | 32  | 32  | 34.5 | .444 | .302 | .697  | 3.6 | 8.7  | 1.5 | .9  | 20.7 |
| 2020–21      | HOU          | 40  | 40  | 32.2 | .404 | .317 | .749  | 3.2 | 6.9  | 1.1 | .8  | 20.6 |
| 2022–23      | LAC          | 34  | 3   | 22.2 | .408 | .303 | .681  | 2.7 | 5.2  | .8  | .4  | 11.4 |
| 通算         | 通算         | 647 | 604 | 34.9 | .430 | .322 | .776  | 4.2 | 8.9  | 1.6 | .7  | 18.7 |
| オールスター | オールスター | 4   | 1   | 21.2 | .612 | .333 | 1.000 | 4.2 | 4.5  | 2.2 | .0  | 16.2 |

#### プレーオフ
| シーズン | チーム | GP | GS | MPG  | FG%  | 3P%  | FT%  | RPG | APG  | SPG | BPG | PPG  |
| -------- | ------ | -- | -- | ---- | ---- | ---- | ---- | --- | ---- | --- | --- | ---- |
| 2014     | WAS    | 11 | 11 | 38.2 | .366 | .219 | .765 | 4.0 | 7.1  | 1.6 | .7  | 16.3 |
| 2015     | WAS    | 7  | 7  | 39.0 | .391 | .176 | .846 | 4.7 | 11.9 | 1.4 | 1.4 | 17.4 |
| 2017     | WAS    | 13 | 13 | 39.0 | .452 | .344 | .839 | 3.7 | 10.3 | 1.7 | 1.2 | 27.2 |
| 2018     | WAS    | 6  | 6  | 39.0 | .441 | .190 | .851 | 5.7 | 11.5 | 2.3 | 1.3 | 26.0 |
| 通算     | 通算   | 37 | 37 | 38.8 | .419 | .267 | .822 | 4.3 | 9.8  | 1.7 | 1.1 | 21.9 |

### カレッジ
| シーズン | チーム       | GP | GS | MPG  | FG%  | 3P%  | FT%  | RPG | APG | SPG | BPG | PPG  |
| -------- | ------------ | -- | -- | ---- | ---- | ---- | ---- | --- | --- | --- | --- | ---- |
| 2009–10  | ケンタッキー | 37 | 37 | 34.8 | .461 | .325 | .754 | 4.3 | 6.5 | 1.8 | .5  | 16.6 |